# Roques del Migdia
Les Roques del Migdia és una muntanya de 666 metres que es troba al municipi de Cabra del Camp, a la comarca de l'Alt Camp.